# ケチャップチャップ
「ケチャップチャップ」は、2019年4月～5月まで、NHKの音楽番組『みんなのうた』で放送された楽曲。作詞・作曲：杏沙子、編曲：山本隆二、歌：杏沙子。